# Xã Jewell, Quận Little River, Arkansas
Xã Jewell (tiếng Anh: Jewell Township) là một xã thuộc quận Little River, tiểu bang Arkansas, Hoa Kỳ. Năm 2010, dân số của xã này là 200 người.